# Mangaka (Nanyumbu)
Mangaka ist ein Verwaltungsbezirk (englisch Ward) des Distrikts Nanyumbu in der tansanischen Region Mtwara.

## Geografie
Mangaka liegt im Südosten von Tansania. Der Bezirk umfasst die Distrikthauptstadt Mangaka und seine Umgebung. Er grenzt im Norden an Sengenya und Kilimanihewa, im Osten an Nangomba, im Süden an Chipuputa und im Westen an Napacho und Likokona. Bei der Volkszählung 2022 lebten 12.776 Menschen in 3904 Haushalten auf einer Fläche von 105 Quadratkilometern.

## Gliederung
Der Bezirk besteht aus vier Gemeinden (Mtaa) mit 27 Orten (Kitongoji):
| Mangaka - Mchangani - Kumbukumbu - Sautimoja - Nampungu - Mapinuzi A - Mapinuzi B - CDC Majengo - Chang'ombe | Nahawara - Migombani - Mitumbati - Migongo - Mwambani - Mzalendo | Ndwika - Misufini - Magomeni - Tukaewote - Mnazimmoja - Msikitini - Nasomba - Namakambale - Jiungeni - Mzalendo | Mtokora - Sautimoja - Kijiweni - Ikulu - Temeke - Nakatete |

## Infrastruktur
- Gesundheit: In Mangaka liegt ein öffentliches Distriktkrankenhaus.[8]
- Verkehr: Durch den Bezirk verläuft die Nationalstraße T6, die von Mtwara am Indischen Ozean nach Ruvuma führt. In Mangaka zweigt die Nationalstraße T42 nach Süden Richtung Mosambik ab.[9]